# Apostolepis arenaria
Apostolepis arenaria — вид змій родини полозових (Colubridae). Ендемік Бразилії.

## Поширення і екологія
Apostolepis arenaria відомі за типовим зразком, зібраним на піщаних дюнах посеред річки Сан-Франсиску в штаті Баїя. Вони живуть в сухих чагарникових заростях каатинги. Ведуть риючий спосіб життя.

## Збереження
МСОП класифікує цей вид як такий, що перебуває під загрозою зникнення. Apostolepis arenaria є рідкісним видом, якому загрожує знищення природного середовища.